# Guglielmo degli Organi

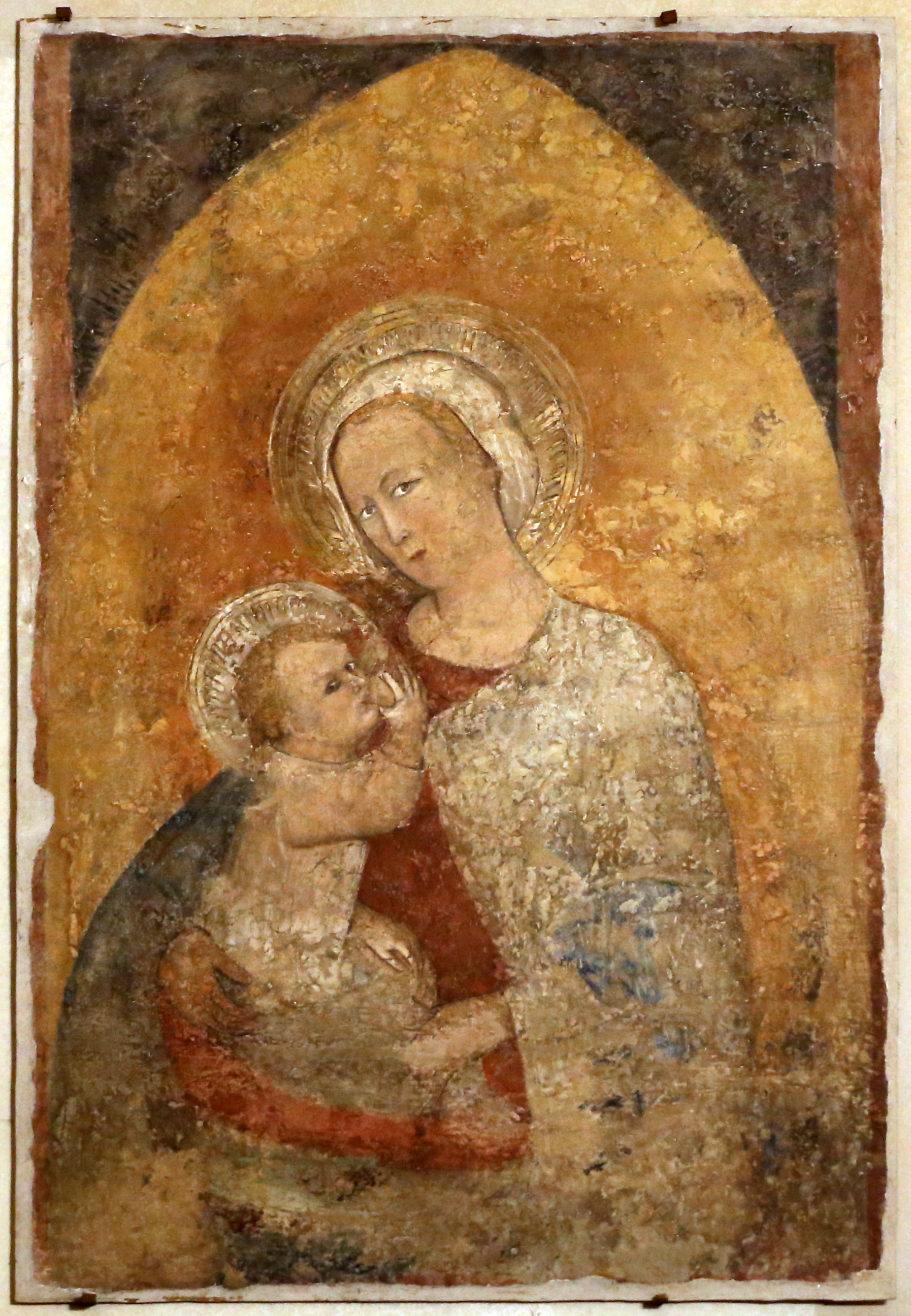
Madonna della Salute, Forlì, basilica dei Servi

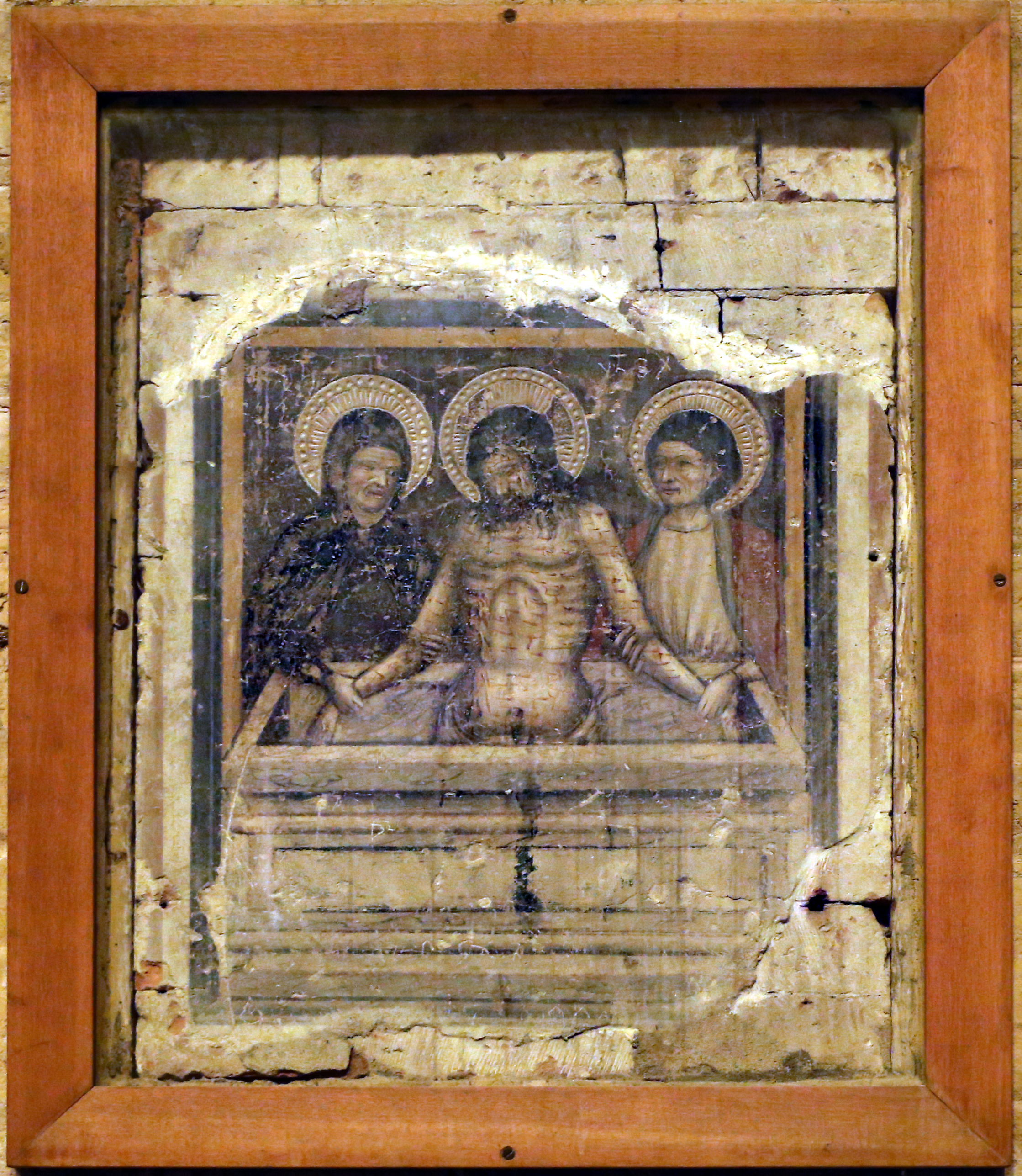
Frammento di affresco di Guglielmo degli Organi, nella navata sinistra dell'Abbazia di San Mercuriale

Guglielmo degli Organi, o Guglielmo da Forlì, o anche Guglielmo di Contrada Schiavone (XIV secolo – XV secolo), è stato un pittore italiano di origine forlivese, discepolo della scuola riminese, nata dall'esempio di Giotto.

## Biografia e opere
A Forlì lavora, tra l'altro, nella chiesa di San Giacomo Apostolo dei Domenicani, lasciandovi affreschi che influenzeranno il principale pittore della scuola forlivese, Melozzo.
A Guglielmo è stato anche attribuito il dipinto della Madonna delle Grazie attualmente nella cattedrale di Forlì.
Guglielmo avrebbe lavorato anche nell'abbazia di San Mercuriale: infatti, come ricorda Giordano Viroli, per alcuni affreschi trecenteschi ("cinque Santi, tra cui un San Lodovico di grande suggestione", attualmente nella Pinacoteca civica di Forlì, con attribuzione incerta) "che si trovavano nell'antica cappella greca dedicata appunto al santo re, è stato fatto il mitico nome di Guglielmo". Nella navata sinistra dell'Abbazia è ancora visibile un frammento di affresco a lui attribuito.
Sua è anche la Madonna della Salute nella basilica dei Servi di Forlì.
Guglielmo è stato definito da Adriana Arfelli "mitico fondatore della scuola pittorica forlivese".
Anna Tambini gli attribuisce anche l'affresco del Giudizio universale o Trionfo della Croce presente nella chiesa di Tossino, presso Modigliana, il cui autore, finora non identificato, è normalmente indicato come Maestro di Tossino.
È citato dal Vasari nella sua opera Le vite de' più eccellenti pittori, scultori ed architettori, V, 39.